# Eredivisie 2015/16 (mannenvoetbal)/Transfers winter
Dit is een lijst van transfers uit de Nederlandse Eredivisie in de winter in het seizoen 2015/16. Hierin staan alleen transfers die clubs uit de Eredivisie hebben voltooid.
De transferperiode duurde van 4 januari tot en met 1 februari 2016. Deals mogen op elk moment van het jaar gesloten worden, maar de transfers zelf mogen pas in de transferperiodes plaatsvinden. Transfervrije spelers mogen op elk moment van het jaar gestrikt worden.

## ADO Den Haag

### In
| Naam          | Nationaliteit | Oude club | Extra        |
| ------------- | ------------- | --------- | ------------ |
| Kyle Ebecilio | Nederland     | FC Twente | Op huurbasis |

### Uit
| Naam              | Nationaliteit | Nieuwe club     | Extra        |
| ----------------- | ------------- | --------------- | ------------ |
| Kenji Gorré       | Nederland     | Swansea City FC | Was gehuurd  |
| Gervane Kastaneer | Nederland     | FC Eindhoven    | Op huurbasis |

## Ajax

### In
| Naam               | Nationaliteit | Oude club    | Extra        |
| ------------------ | ------------- | ------------ | ------------ |
| Frenkie de Jong    | Nederland     | Willem II    | Was verhuurd |
| Peter Leeuwenburgh | Nederland     | FC Dordrecht | Was verhuurd |
| Ruben Ligeon       | Nederland     | Willem II    | Was verhuurd |
| Richairo Živković  | Nederland     | Willem II    | Was verhuurd |

### Uit
| Naam               | Nationaliteit | Nieuwe club        | Extra        |
| ------------------ | ------------- | ------------------ | ------------ |
| Zakaria El Azzouzi | Nederland     | FC Twente          | Op huurbasis |
| Lerin Duarte       | Nederland     | NAC Breda          | Op huurbasis |
| Ruben Ligeon       | Nederland     | FC Utrecht         | Op huurbasis |
| Dejan Meleg        | Servië        | Vojvodina Novi Sad | Transfervrij |
| Yaya Sanogo        | Frankrijk     | Arsenal FC         | Was gehuurd  |

## AZ

### In
| Naam               | Nationaliteit | Oude club   | Extra        |
| ------------------ | ------------- | ----------- | ------------ |
| Mounir El Hamdaoui | Marokko       | Geen club   | –            |
| Ron Vlaar          | Nederland     | Aston Villa | Transfervrij |

### Uit
| Naam                 | Nationaliteit | Nieuwe club      | Extra        |
| -------------------- | ------------- | ---------------- | ------------ |
| Mounir El Hamdaoui   | Marokko       | Umm-Salal SC     | Transfer     |
| Jeffrey Gouweleeuw   | Nederland     | FC Augsburg      | Transfer     |
| Guus Hupperts        | Nederland     | Willem II        | Op huurbasis |
| Stijn Spierings      | Nederland     | Sparta Rotterdam | Op huurbasis |
| Guus van Weerdenburg | Nederland     | FC Dordrecht     | Op huurbasis |

## SC Cambuur

### In
| Naam           | Nationaliteit | Oude club              | Extra        |
| -------------- | ------------- | ---------------------- | ------------ |
| Tom Hiariej    | Nederland     | FC Groningen           | Op huurbasis |
| Darryl Lachman | Curaçao       | Sheffield Wednesday FC | Op huurbasis |
| Kevin van Veen | Nederland     | Scunthorpe United FC   | Op huurbasis |
| Rai Vloet      | Nederland     | PSV                    | Op huurbasis |

### Uit
| Naam                | Nationaliteit | Nieuwe club   | Extra        |
| ------------------- | ------------- | ------------- | ------------ |
| Kai Heerings        | Nederland     | Helmond Sport | Op huurbasis |
| Ron Janzen          | Nederland     | RKC Waalwijk  | Transfervrij |
| Bartholomew Ogbeche | Nigeria       | Willem II     | Transfer     |
| Sebastian Steblecki | Polen         | Górnik Zabrze | Transfervrij |

## Excelsior

### In
| Naam           | Nationaliteit | Oude club | Extra |
| -------------- | ------------- | --------- | ----- |
| Michiel Hemmen | Nederland     | Geen club | –     |

### Uit
| Naam              | Nationaliteit | Nieuwe club | Extra        |
| ----------------- | ------------- | ----------- | ------------ |
| Kevin van Diermen | Nederland     | NAC Breda   | Op huurbasis |
| Tom Overtoom      | Nederland     | FC Emmen    | Op huurbasis |

## Feyenoord

### In
| Naam         | Nationaliteit | Oude club       | Extra        |
| ------------ | ------------- | --------------- | ------------ |
| Pär Hansson  | Zweden        | Helsingborgs IF | Transfervrij |
| Renato Tapia | Peru          | FC Twente       | Transfer     |

### Uit
| Naam                 | Nationaliteit | Nieuwe club     | Extra        |
| -------------------- | ------------- | --------------- | ------------ |
| Lex Immers           | Nederland     | Cardiff City FC | Op huurbasis |
| Colin Kazim-Richards | Turkije       | Celtic FC       | Transfer     |

## De Graafschap

### In
| Naam         | Nationaliteit | Oude club  | Extra        |
| ------------ | ------------- | ---------- | ------------ |
| Mark Diemers | Nederland     | FC Utrecht | Op huurbasis |

## FC Groningen

### In
| Naam              | Nationaliteit | Oude club    | Extra    |
| ----------------- | ------------- | ------------ | -------- |
| Alexander Sørloth | Noorwegen     | Rosenborg BK | Transfer |

### Uit
| Naam        | Nationaliteit | Nieuwe club  | Extra        |
| ----------- | ------------- | ------------ | ------------ |
| Glenn Bijl  | Nederland     | FC Dordrecht | Op huurbasis |
| Tom Hiariej | Nederland     | SC Cambuur   | Op huurbasis |

## sc Heerenveen

### In
| Naam            | Nationaliteit | Oude club       | Extra        |
| --------------- | ------------- | --------------- | ------------ |
| Arber Zeneli    | Zweden        | IF Elfsborg     | Transfer     |
| Jordy ter Borgh | Nederland     | Fortuna Sittard | Transfervrij |

### Uit
| Naam        | Nationaliteit | Nieuwe club      | Extra        |
| ----------- | ------------- | ---------------- | ------------ |
| Jordy Buijs | Nederland     | Roda JC Kerkrade | Transfervrij |

## Heracles Almelo

### In
| Naam       | Nationaliteit | Oude club     | Extra        |
| ---------- | ------------- | ------------- | ------------ |
| Tarik Kada | Nederland     | sc Heerenveen | Transfervrij |

### Uit
| Naam            | Nationaliteit | Nieuwe club      | Extra    |
| --------------- | ------------- | ---------------- | -------- |
| Oussama Tannane | Nederland     | AS Saint-Étienne | Transfer |

## N.E.C.

### In
| Naam            | Nationaliteit | Oude club    | Extra        |
| --------------- | ------------- | ------------ | ------------ |
| Dario Đumić     | Denemarken    | Brøndby IF   | Op huurbasis |
| Mikael Dyrestam | Zweden        | Aalesunds FK | Transfer     |
| Brad Jones      | Australië     | Geen club    | –            |

### Uit
| Naam                    | Nationaliteit | Nieuwe club | Extra              |
| ----------------------- | ------------- | ----------- | ------------------ |
| Kristján Gauti Emilsson | IJsland       | Onbekend    | Contract ontbonden |
| Benjamin Kirsten        | Duitsland     | Onbekend    | Contract ontbonden |

## PEC Zwolle

### In
| Naam            | Nationaliteit | Oude club | Extra |
| --------------- | ------------- | --------- | ----- |
| Youness Mokhtar | Nederland     | Geen club | –     |

### Uit
| Naam            | Nationaliteit         | Nieuwe club       | Extra        |
| --------------- | --------------------- | ----------------- | ------------ |
| Boban Lazić     | Bosnië en Herzegovina | VVV-Venlo         | Op huurbasis |
| Trent Sainsbury | Australië             | Jiangsu Suning FC | Transfer     |

## PSV

### In
| Naam                   | Nationaliteit | Oude club        | Extra        |
| ---------------------- | ------------- | ---------------- | ------------ |
| Marco van Ginkel       | Nederland     | Chelsea FC       | Op huurbasis |
| Luiz Humberto Da Silva | Peru          | Sporting Cristal | Transfervrij |

### Uit
| Naam         | Nationaliteit | Nieuwe club  | Extra        |
| ------------ | ------------- | ------------ | ------------ |
| Rai Vloet    | Nederland     | SC Cambuur   | Op huurbasis |
| Moussa Sanoh | Nederland     | RKC Waalwijk | Transfervrij |

## Roda JC Kerkrade

### In
| Naam                | Nationaliteit | Oude club          | Extra        |
| ------------------- | ------------- | ------------------ | ------------ |
| Jordy Buijs         | Nederland     | sc Heerenveen      | Transfervrij |
| Mike van Duinen     | Nederland     | Fortuna Düsseldorf | Op huurbasis |
| Marcos Gullón       | Spanje        | Apollon Limasol    | Transfervrij |
| Uğur İnceman        | Turkije       | Konyaspor          | Transfervrij |
| Martin Milec        | Slovenië      | Standard Luik      | Op huurbasis |
| Kristoffer Peterson | Zweden        | FC Utrecht         | Op huurbasis |
| Rydell Poepon       | Nederland     | FK Qarabağ         | Transfervrij |
| Georgi Zjoekov      | Kazachstan    | Standard Luik      | Op huurbasis |

### Uit
| Naam              | Nationaliteit | Nieuwe club      | Extra        |
| ----------------- | ------------- | ---------------- | ------------ |
| Bart Biemans      | Nederland     | FC Den Bosch     | Op huurbasis |
| Richmond Boakye   | Ghana         | Atalanta Bergamo | Was gehuurd  |
| Nayib Lagouireh   | België        | Fortuna Sittard  | Op huurbasis |
| Mitchel Paulissen | Nederland     | VVV-Venlo        | Op huurbasis |
| Gibril Sankoh     | Sierra Leone  | Meizhou Kejia FC | Transfervrij |
| Jens van Son      | Nederland     | Fortuna Sittard  | Op huurbasis |
| Daryl Werker      | Nederland     | MVV Maastricht   | Op huurbasis |

## FC Twente

### In
| Naam               | Nationaliteit | Oude club            | Extra        |
| ------------------ | ------------- | -------------------- | ------------ |
| Zakaria El Azzouzi | Nederland     | AFC Ajax             | Op huurbasis |
| Kyle Ebecilio      | Nederland     | Nottingham Forest FC | Was verhuurd |
| Daniel Fernandes   | Portugal      | Rayo OKC             | Op huurbasis |
| Stefan Thesker     | Duitsland     | SpVgg Greuther Fürth | Op huurbasis |
| Oskar Zawada       | Polen         | VfL Wolfsburg        | Op huurbasis |

### Uit
| Naam            | Nationaliteit | Nieuwe club        | Extra              |
| --------------- | ------------- | ------------------ | ------------------ |
| Kyle Ebecilio   | Nederland     | ADO Den Haag       | Op huurbasis       |
| Nana Ntuli      | Zuid-Afrika   | Onbekend           | Contract ontbonden |
| Michael Olaitan | Nigeria       | Olympiakos Piraeus | Was gehuurd        |
| Renato Tapia    | Peru          | Feyenoord          | Transfer           |

## FC Utrecht

### Uit
| Naam                | Nationaliteit | Nieuwe club      | Extra        |
| ------------------- | ------------- | ---------------- | ------------ |
| Mark Diemers        | Nederland     | De Graafschap    | Op huurbasis |
| Kristoffer Peterson | Zweden        | Roda JC Kerkrade | Op huurbasis |
| Adam Sarota         | Australië     | Go Ahead Eagles  | Transfervrij |

## Vitesse

### In
| Naam       | Nationaliteit | Nieuwe club | Extra    |
| ---------- | ------------- | ----------- | -------- |
| Kōsuke Ōta | Japan         | FC Tokyo    | Transfer |

### Uit
| Naam            | Nationaliteit | Nieuwe club            | Extra        |
| --------------- | ------------- | ---------------------- | ------------ |
| Rochdi Achenteh | Marokko       | Willem II              | Transfer     |
| Abiola Dauda    | Nigeria       | Heart of Midlothian FC | Op huurbasis |

## Willem II

### In
| Naam                | Nationaliteit | Oude club      | Extra        |
| ------------------- | ------------- | -------------- | ------------ |
| Rochdi Achenteh     | Marokko       | Vitesse        | Transfer     |
| Guus Hupperts       | Nederland     | AZ             | Op huurbasis |
| Andy Kawaya         | België        | RSC Anderlecht | Op huurbasis |
| Bartholomew Ogbeche | Nigeria       | SC Cambuur     | Transfer     |

### Uit
| Naam              | Nationaliteit | Nieuwe club  | Extra        |
| ----------------- | ------------- | ------------ | ------------ |
| Frenkie de Jong   | Nederland     | AFC Ajax     | Was gehuurd  |
| Ruben Ligeon      | Nederland     | AFC Ajax     | Was gehuurd  |
| Jordy Vleugels    | België        | FC Dordrecht | Op huurbasis |
| Richairo Živković | Nederland     | AFC Ajax     | Was gehuurd  |

2007/08 (zomer · winter) · 
2008/09 (zomer · winter) · 
2009/10 (zomer · winter) · 
2010/11 (zomer · winter) · 
2011/12 (zomer · winter) · 
2012/13 (zomer · winter) · 
2013/14 (zomer · winter) · 
2014/15 (zomer · winter) · 
2015/16 (zomer · winter) · 
2016/17 (zomer · winter) ·
2017/18 (zomer · winter) ·
2018/19 (zomer · winter) ·
2019/20 (zomer · winter) ·
2020/21 (zomer · winter) ·
2021/22 (zomer · winter) ·
2022/23 (zomer · winter) ·
2023/24 (zomer · winter) ·
2024/25 (zomer · winter) ·